# Pat McGeown

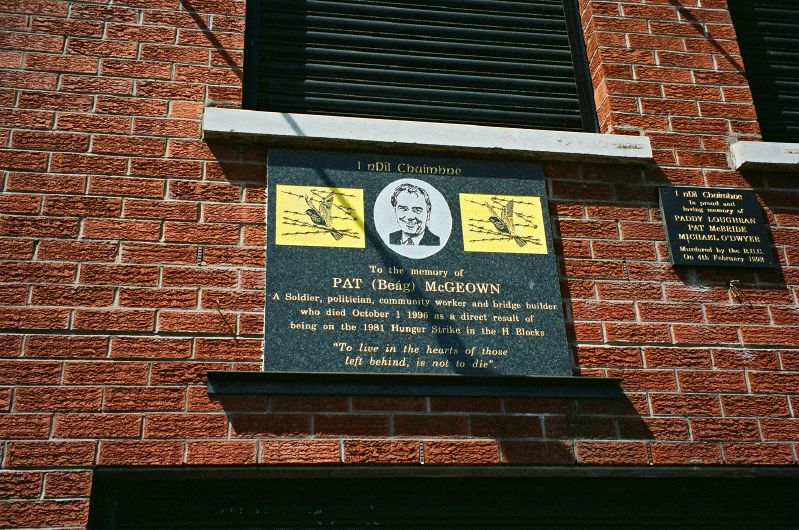
Erinnerungstafel für McGeown am Hauptquartier der Sinn Féin

Pat McGeown, auch Beag McGeown genannt, (* 3. September 1956; † 1. Oktober 1996 in Belfast, Nordirland) war ein Freiwilliger der Provisional Irish Republican Army (IRA), der am Irischen Hungerstreik von 1981 teilnahm.

## Hintergrund
McGeown trat 1970 in die Fianna Éireann ein, der Jugendorganisation der IRA. Erstmals festgenommen wurde er im Alter von 14 Jahren und 1973 erneut während der Operation Demetrius ins Gefängnis von Long Kesh interniert und bis 1974 festgehalten. Im November 1975 wurde er wiederum, wegen Besitzes von Sprengstoff, Durchführung eines Sprengstoffanschlags auf das Europa Hotel in Belfast und wegen IRA-Mitgliedschaft verhaftet. In seiner Gerichtsverhandlung 1976 wurde er zu einer Gefängnisstrafe von fünf Jahren wegen Mitgliedschaft in der IRA und des Weiteren zweimal 15 Jahren Gefängnis wegen Besitz von Sprengstoff und eines Sprengstoffanschlags verurteilt. Inhaftiert wurde er im Gefängnislager von Long Kesh unter dem Special Category Status. Im März 1978 unternahm er einen Fluchtversuch, angekleidet wie ein Gefängniswärter, mit Brendan McFarlane und Larry Marley. Der Fluchtversuch misslang, er erhielt daraufhin eine weitere Haftstrafe von sechs Monaten und verlor den Special Category Status.

## Gefangenenprotest
McGeown nahm im Maze Prison, das umbenannte Lager von Long Kesh, in den H-Blocks am Blanket Protest und Dirty Protest teil, wo die paramilitärischen Gefangenen versuchten, wieder den Special Category Status zu erkämpfen, der ihnen seit 1976 verweigert wurde. McGeown beschrieb die Haftbedingungen im Gefängnis während des Dirty Protests, als eine Form des Protests, in der die Gefangenen ihre Gefängniszellen aus Angst vor Misshandlungen nicht verließen, ihre Notdurft dort verrichteten und in der Not damit die Zellenwände beschmierten, folgendermaßen:

“There were times when you would vomit. There were times when you were so run down that you would lie for days and not do anything with the maggots crawling all over you. The rain would be coming in the window and you would be lying there with the maggots all over the place.”

„Es gab Zeiten, in denen Du Dich erbrechen wolltest. Es gab Zeiten, in denen Du verzweifelt warst und du den ganzen Tag liegen bleiben und nichts mit den krabbelnden Fliegen zu tun haben wolltest. Der Regen sollte durch die Fenster kommen und die Fliegen hinwegschwemmen.“

Gegen Ende des Jahres 1980 eskalierte der Dirty Protest, weil ihre Forderungen nicht akzeptiert wurden, und sieben Gefangenen nahmen einen 35-tägigen Hungerstreik auf, um diesen politischen Status wiederherzustellen, der die Forderungen, die so genannten „Five Demands“, beinhaltete:
- Das Recht keine Gefängnisuniformen zu tragen
- Das Recht Gefängnisarbeit zu verweigern
- Das Recht freie Verbindungen mit anderen Gefangenen aufzunehmen und Bildungs- und Freizeitveranstaltungen zu organisieren
- Das Recht auf einen Besuch, einen Brief und Paket je Woche
- Voller Straferlass der am Streik Beteiligten.[6]

Dieser Streik endete, bevor einer der Hungerstreikenden starb, und der frühere politische Status wurde zugesichert. Als die Gefangenen schließlich bemerkten, dass ihre Forderungen nicht in Gänze erfüllt wurden, begann am 1. März 1981 der Irische Hungerstreik von 1981, der von der Bobby Sands, dem kommandierenden IRA-Offizier im Gefängnis geführt wurde. McGeown trat in den Streik am 9. Juli ein, nachdem Sands und vier weitere Gefangenen gestorben waren. Nach dem Tod von weiteren fünf Gefangenen autorisierte die Familie von McGeown einen medizinischen Eingriff, nachdem er am 20. August ins Koma gefallen war, am 42. Tag seines Hungerstreiks.

## Freiheit
McGeown wurde 1985 aus dem Gefängnis entlassen und setzte seine aktive Rolle in den Kampagnen der IRA fort und arbeitete auch für die Sinn Féin, dem politischen Flügel der IRA. 1988 wurde McGeown verhaftet und angeklagt, dass er sich an der Organisation der Tötung von zwei Korporalen der British Army durch die IRA beteiligt habe. Schon zu Beginn der Gerichtsverhandlung forderte sein Verteidiger Pat Finucane einen Freispruch, da McGeown die Tat nicht nachgewiesen werden könne. McGeown und Finucane wurden nach ihrem Erfolg vor dem Crumlin Road Courthouse gemeinsam fotografiert, was dazu führte, dass Finucane im Februar 1989 von der Ulster Defence Association in einem Racheakt getötet wurde. McGeown war ein Mitglied der Sinn Féin's Ard Chomhairle und aktiv im Prisoner of War Department; 1989 wurde er ins Belfast City Council als Stadtverordneter gewählt.

## Tod
McGeown wurde am 1. Oktober 1996 tot aufgefunden, nachdem er einem Herzanfall erlegen war. Der Führer der Sinn Féin Mitchel McLaughlin sagte, dass sein Tod „ein großer Verlust für die Sinn Féin und für den republikanischen Kampf“ („a great loss to Sinn Féin and the republican struggle“) war. Seinen Herztod erlitt Sheehan in Folge seiner Teilnahme am Hungerstreik, er wurde auf dem Republican Plot auf dem Milltown-Friedhof in Belfast beigesetzt. 1998 wurde der Pat McGeown Community Endeavour Award durch den Präsidenten der Sinn Féin Gerry Adams verliehen, anlässlich der Vergabe bezeichnete er ihn als „a modest man with a quiet, but total dedication to equality and raising the standard of life for all the people of the city“ (einen bescheidenen ruhigen Mann, aber mit totaler Hingabe für die Gleichheit und für die Entwicklung gleicher Lebensverhältnisse der Bevölkerung). Eine Enthüllung einer Erinnerungstafel für McGeown an der Außenseite des Hauptquartiers der Sinn Féin, in der Falls Road, fand am 24. November 2001 statt und ein Gebiet an der Beechmount Avenue in Belfast erinnert an McGeown, Kieran Nugent und Alec Comerford seit dem 3. März 2002.